# InterContinental
InterContinental é uma marca de luxuosos hotéis, fundada pela Pan American World Airways, sob comando de Juan Trippe, e agora pertencente a InterContinental Hotels Group. A cadeia opera mais de 200 hotéis e resorts em aproximadamente 75 países. InterContinental começou em 1946, quando o primeiro hotel abriu em Belém, Brasil.

## Hotéis notáveis por continente

### América do Norte
- Intercontinental Hotel Los Angeles, em Century City, Los Angeles, Califórnia, Estados Unidos.
- Intercontinental Hotel Kansas City, em Kansas City, Missouri, Estados Unidos.
- InterContinental Boston, em Boston, Massachusetts, Estados Unidos.
- InterContinental The Barclay, em Nova Iorque, Estados Unidos.
- InterContinental Chicago, em Chicago, Illinois, Estados Unidos.
- InterContinental Cleveland, em Cleveland, Ohio, Estados Unidos.
- InterContinental Harbor Court Baltimore, em Baltimore, Maryland, Estados Unidos.
- InterContinental Houston, em Houston, Texas, Estados Unidos.
- Hotel InterContinental Miami, em Miami, Estados Unidos.
- InterContinental Mark Hopkins San Francisco, em Nob Hill, São Francisco, Estados Unidos.
- InterContinental Milwaukee, em Milwaukee, Wisconsin, Estados Unidos.
- InterContinental New Orleans, em Nova Orleans, Luisiana, Estados Unidos.
- Willard InterContinental Washington, em Washington, Estados Unidos.
- InterContinental The Clement Monterey, em Monterey, Califórnia, Estados Unidos.
- InterContinental Hotel San Francisco, em São Francisco, Califórnia, Estados Unidos.
- InterContinental Montelucia Resort & Spa, em Paradise Valley, Arizona, Estados Unidos.

### América do Sul
- InterContinental Tequendama, em Bogotá, Colômbia.
- InterContinental Avenida Paulista, em São Paulo, Brasil.
- InterContinental Cali, em Cali, Colômbia.

### Europa
- InterContinental Amstel Amsterdam, em Amsterdão, Holanda.
- Athenaeum InterContinental, em Atenas, Grécia.
- InterContinental Bucharest, em Bucareste, Romênia.
- InterContinental Berlin, em Berlim, Alemanha.
- InterContinental Carlton Cannes, em Cannes, França.
- InterContinental Düsseldorf, em Düsseldorf, Alemanha.
- InterContinental Frankfurt, em Frankfurt am Main, Alemanha.
- InterContinental Geneva, em Genebra, Suíça.
- Ceylan InterContinental Istanbul, em Istambul, Turquia.
- InterContinental London Park Lane Hotel, em Londres, Reino Unido.
- InterContinental Porto - Palácio das Cardosas, no Porto, Portugal.
- InterContinental Warsaw, em Varsóvia, Polônia.
- InterContinental Estoril, em Estoril, Portugal.
- InterContinental Lisbon, em Lisboa, Portugal.

### Ásia
- InterContinental Tel Aviv, em Tel Aviv, Israel.
- InterContinental Hotel The Grand, em Nova Deli, Índia.
- InterContinental Hotel The Grand, em Bombaim, Índia.
- InterContinental Marine Drive Mumbai, em Bombaim, India.
- InterContinental Dar Ul Tawhid Makkah, em Meca, Arábia Saudita.
- InterContinental Makkah, em Meca, Arábia Saudita.
- InterContinental Al Jubail, em Jubail, Arábia Saudita.
- InterContinental Al Khobar, em Khobar, Arábia Saudita.
- InterContinental Bangkok, em Bangkok, Tailândia.
- InterContinental Hong Kong, em Hong Kong.
- InterContinental Hotel, Kabul, em Cabul, Afeganistão.
- InterContinental Dubai Festival City em Dubai, Emirados Árabes Unidos.
- InterContinental Aqaba, em Aqaba, Jordânia.
- InterContinental Amman, em Amã, Jordânia.
- InterContinental Manila, em Makati (Grande Manila), Filipinas.
- InterContinental Phnom Penh, em Phnom Penh, Camboja.
- InterContinental Hotel The Grand, em Seul, Coreia do Sul.
- InterContinental Phoenicia Beirut Hotel, em Beirute, Líbano.
- InterContinental Shanghai Pudong, em Xangai, China.
- InterContinental Singapore, em Singapura.
- InterContinental Jericho, em Jericó, Cisjordânia.
- InterContinental Bethlehem (Jacir Palace), em Belém, Cisjordânia.
- Intercontinental Hotel The Grand, em Yokohama, Japão.

### África
- InterContinental City Stars, em Cairo, Egito.
- InterContinental Sandton Towers, em Joanesburgo, África do Sul.

### Oceania
- InterContinental Burswood, em Perth, Austrália.
- InterContinental Melbourne the Rialto, em Melbourne, Austrália.
- InterContinental Sydney, em Sydney, Austrália.
- InterContinental Wellington, em Wellington, Nova Zelândia.

## Galeria

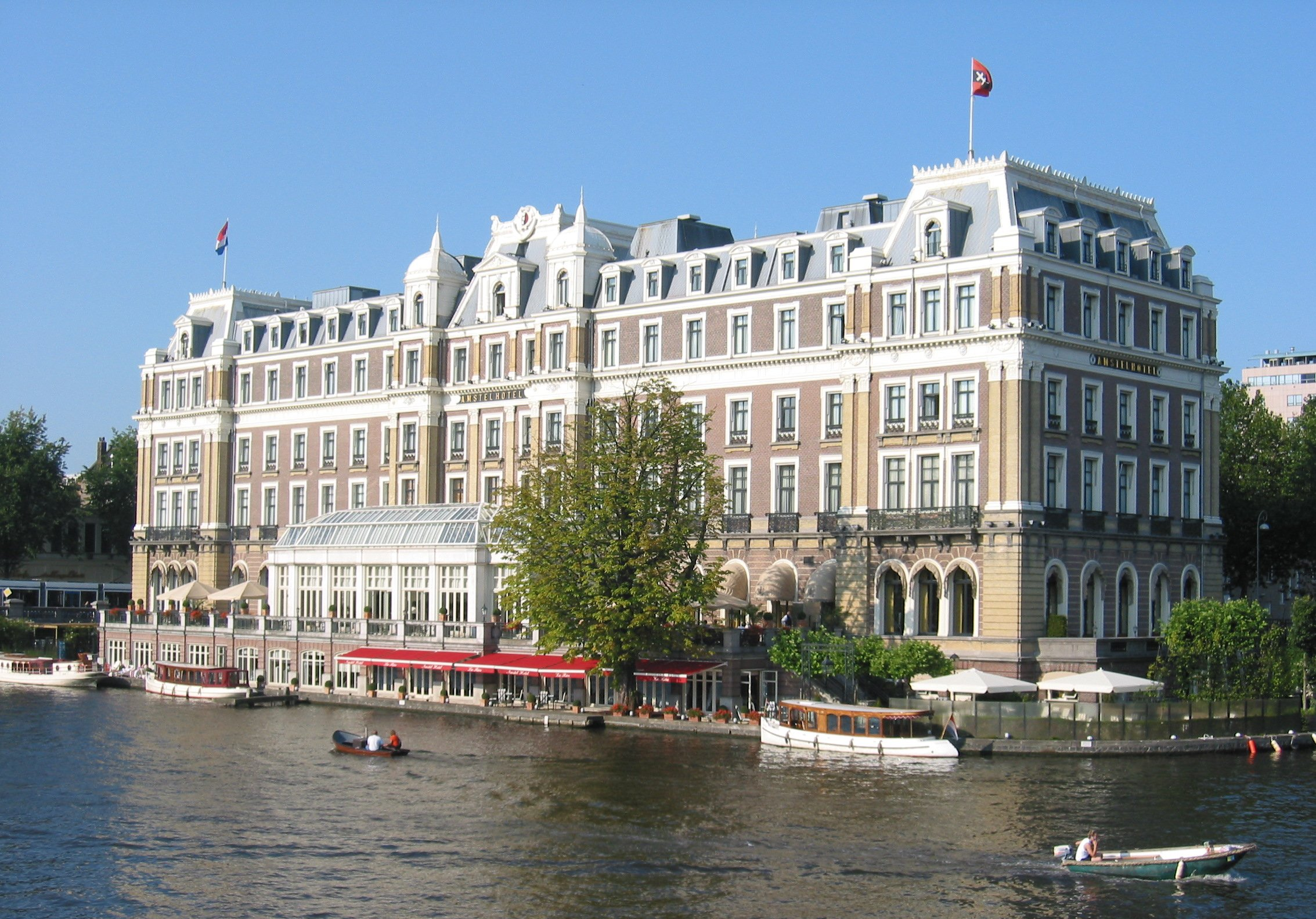
Amsterdã
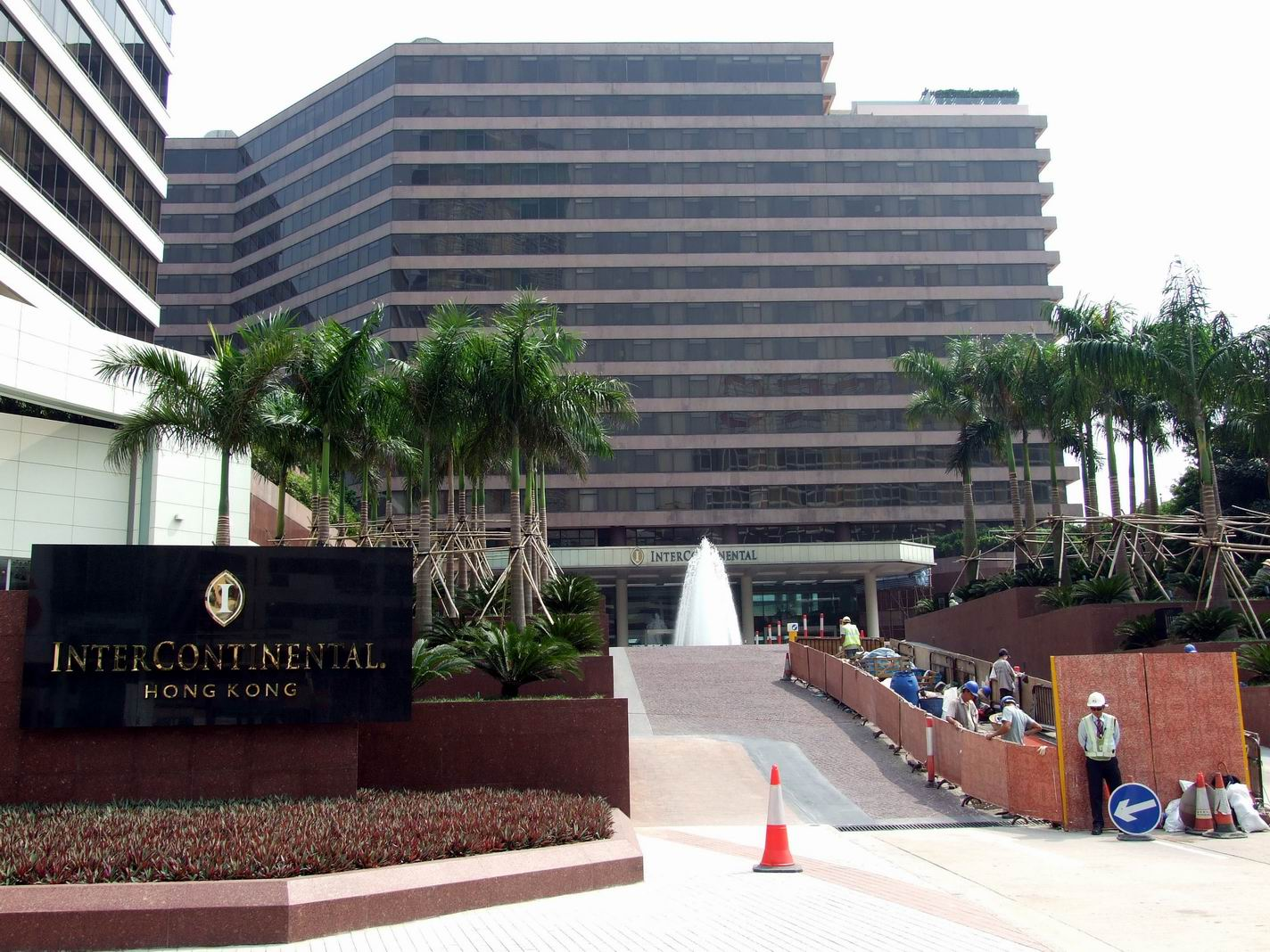
Hong Kong
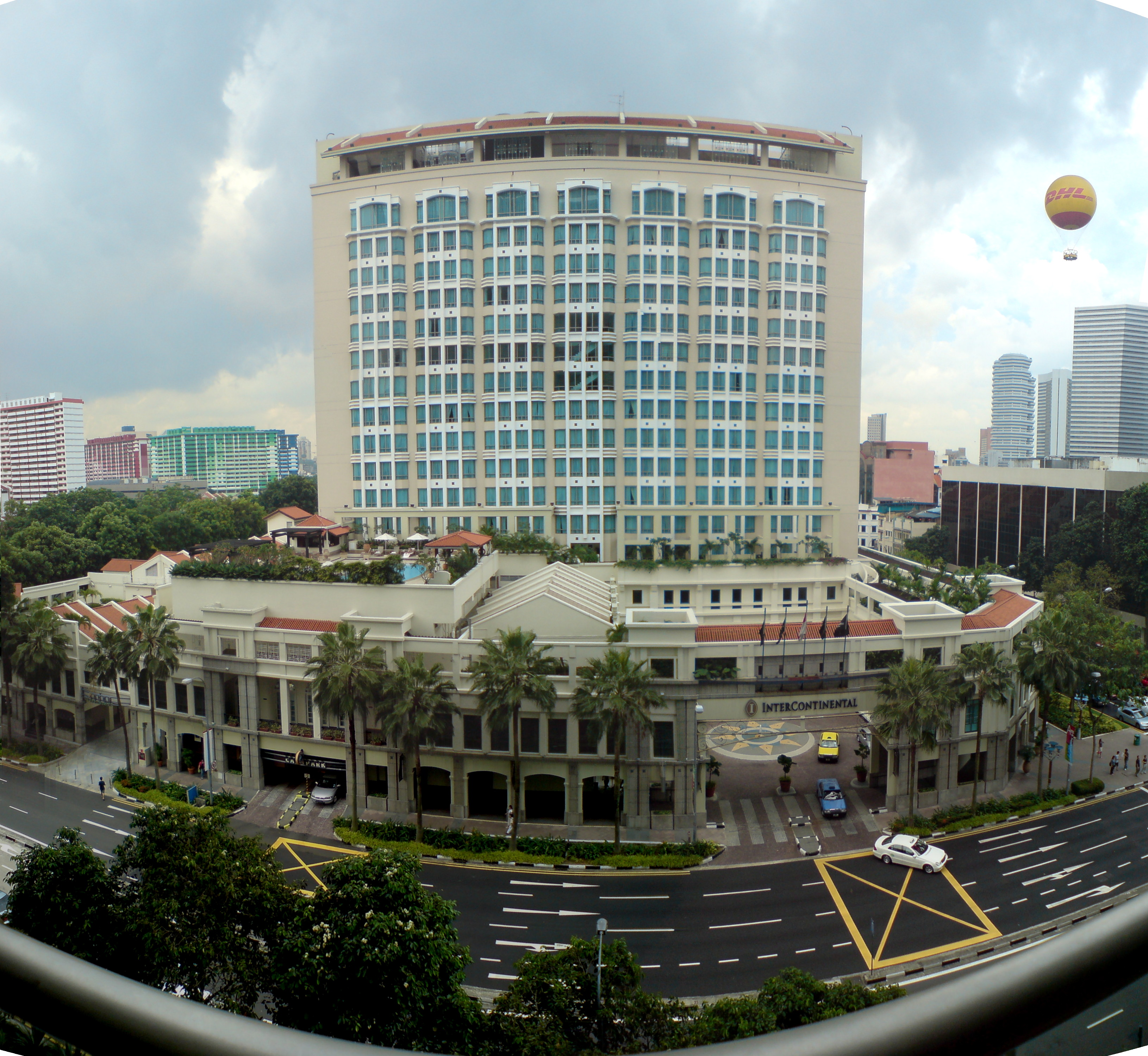
Singapura
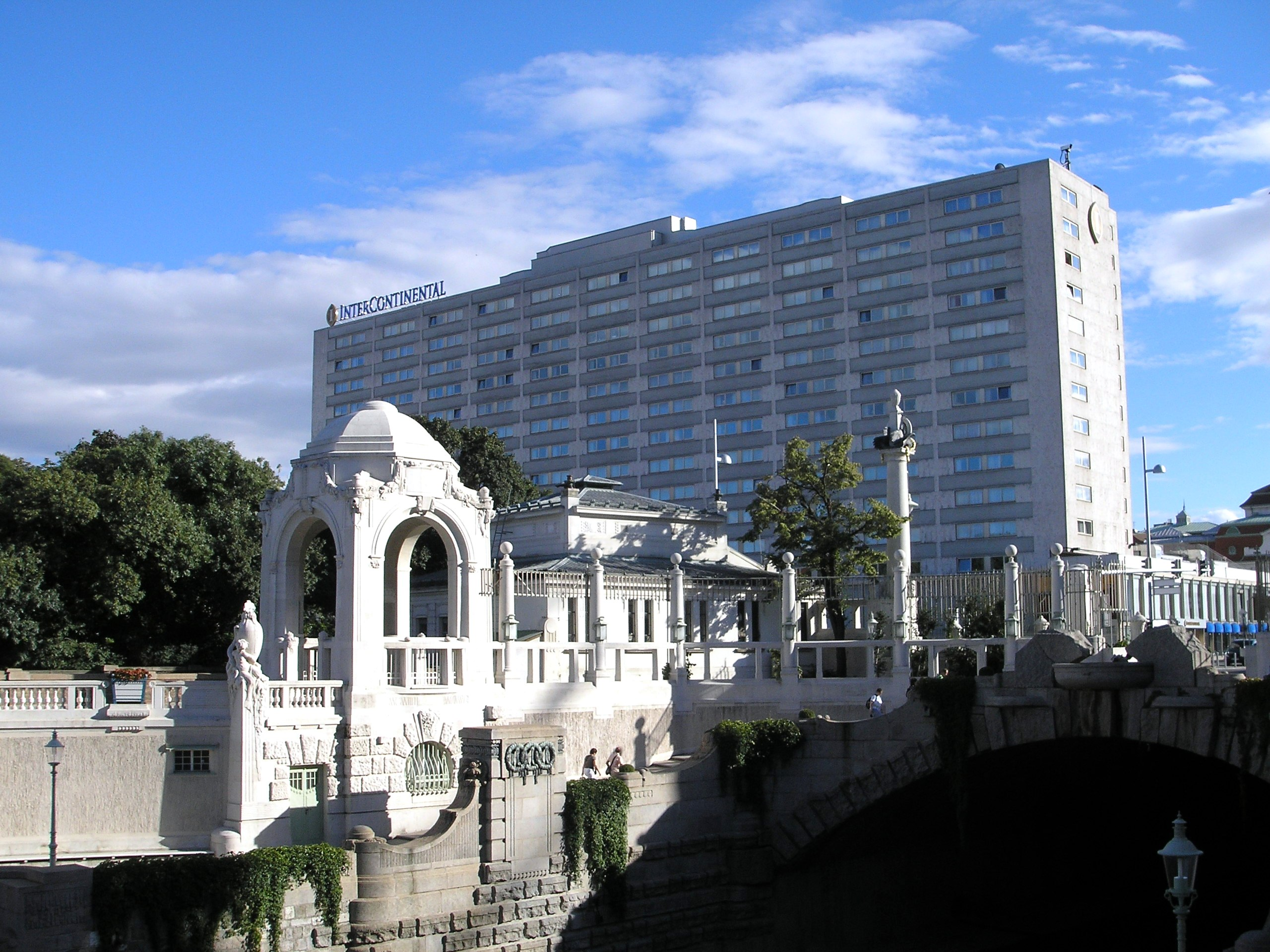
Viena
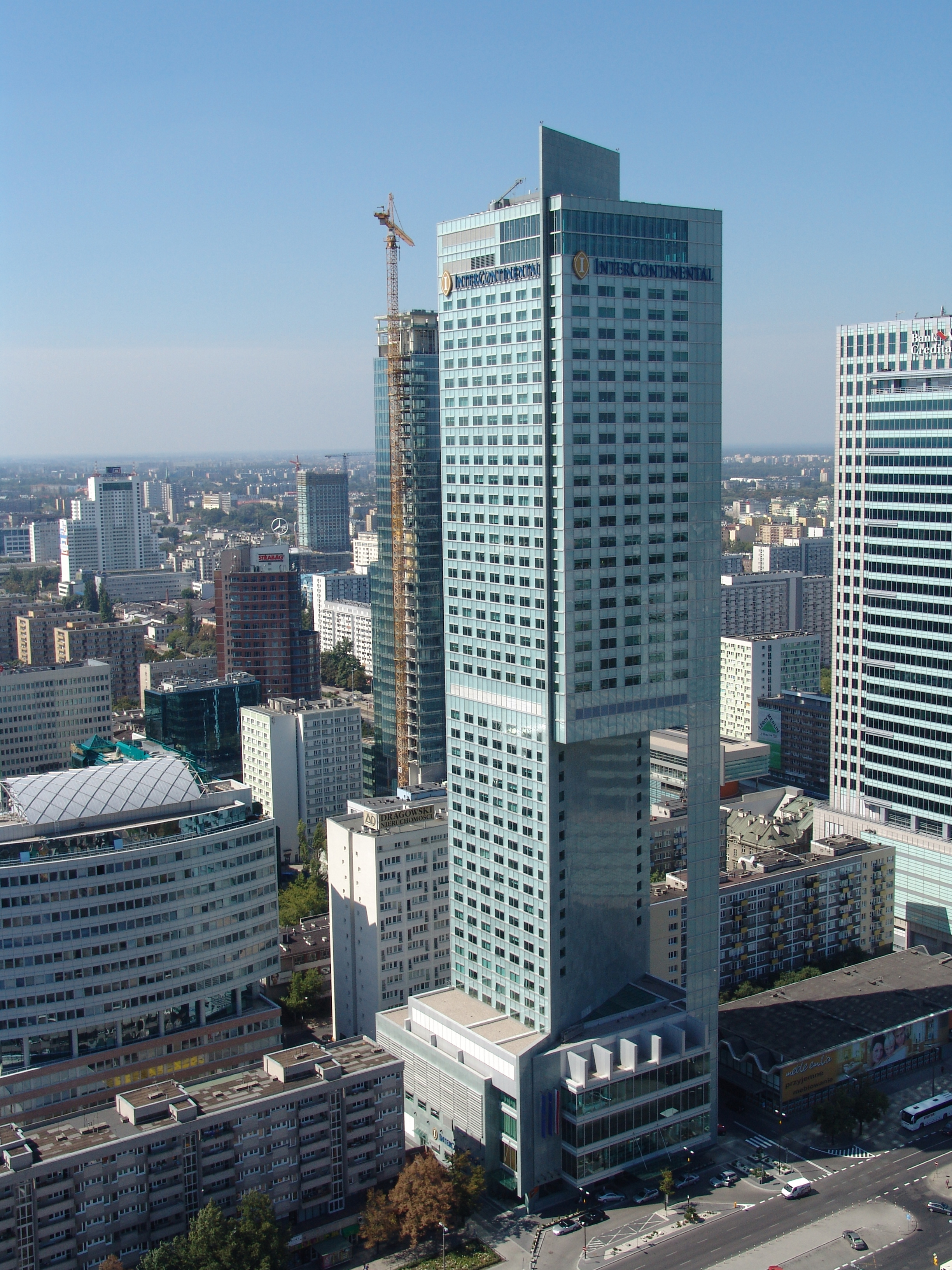
Varsóvia
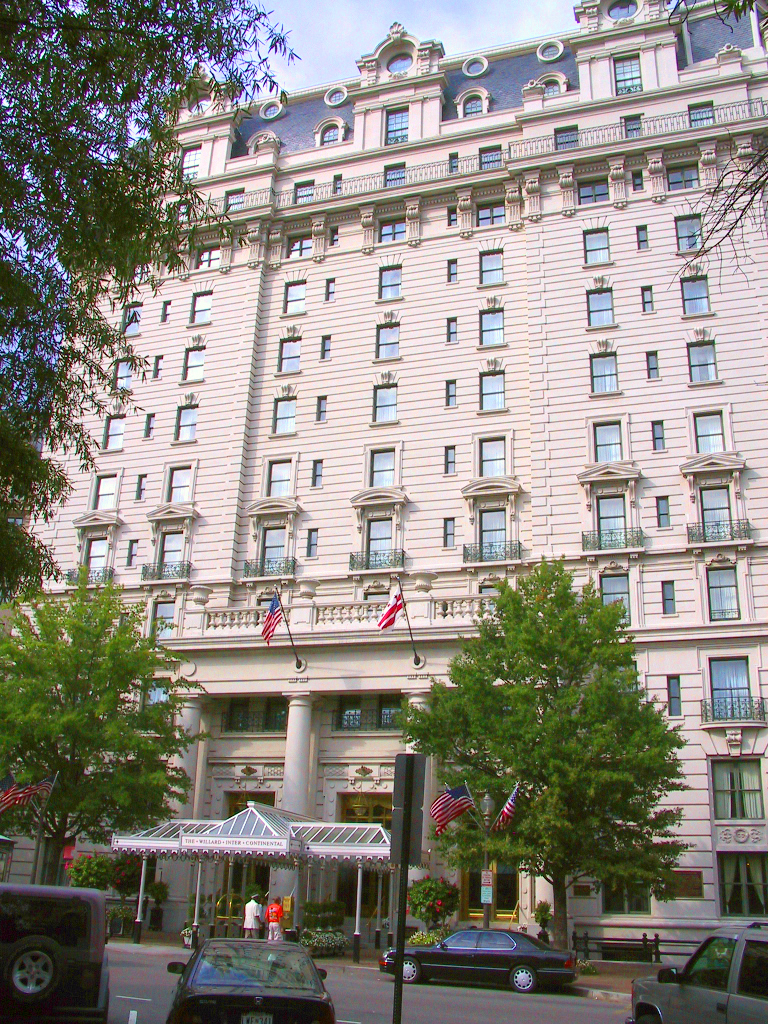
Washington
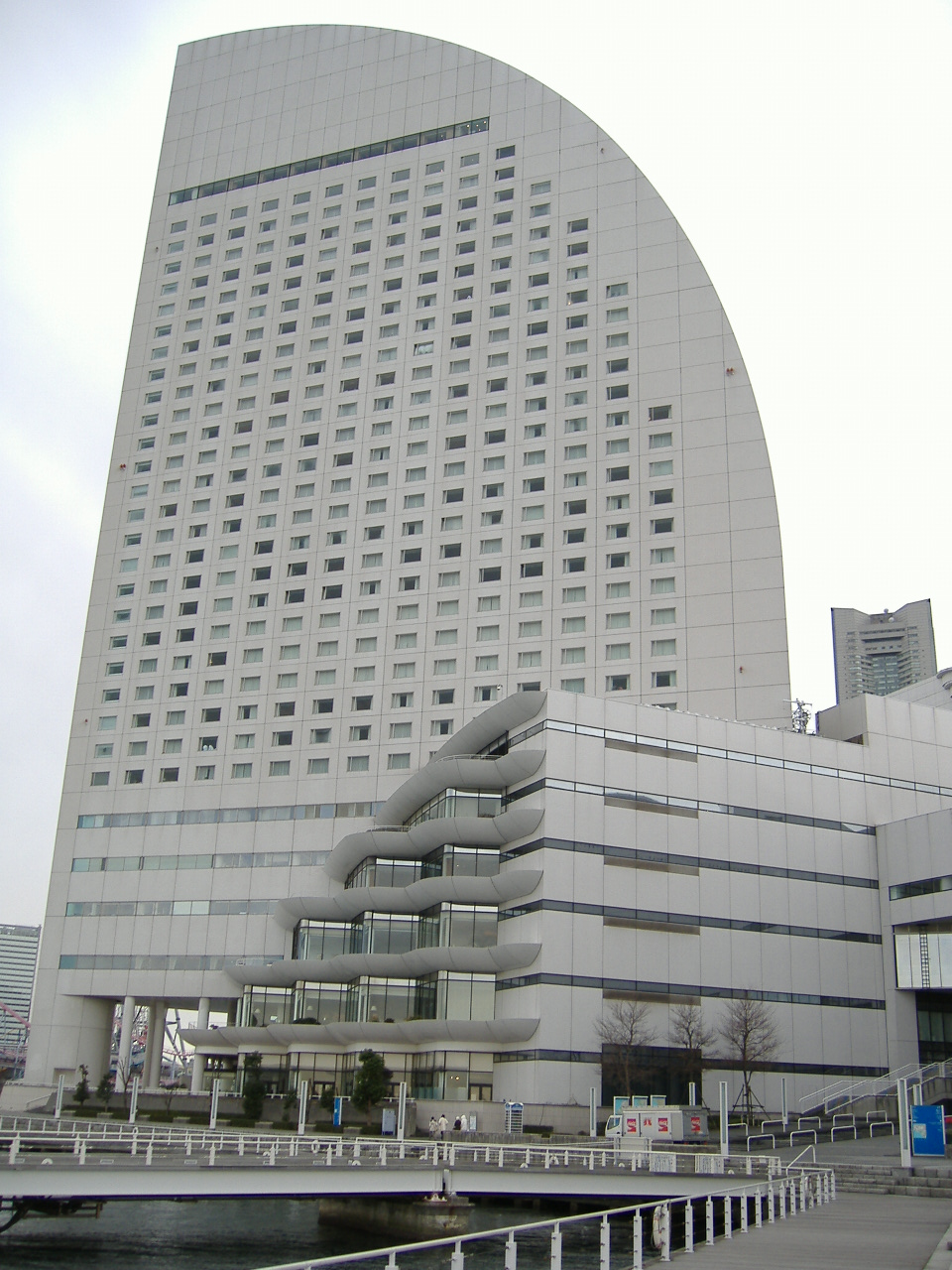
Yokohama